# 업 전투
업 전투(鄴戰鬪)는 조조가 원상의 근거지인 업을 공격해 함락시킨 전투다.
원담의 항복을 받은 조조는 원담을 구원하기 위해 재차 기주로 진군하였고, 조조의 출병 소식을 접한 원상은 급히 평원의 포위를 풀고 업으로 귀환해 조조와 대치하였다. 한편 원담과 조조는 혼인동맹을 맺어 원담의 딸이 조조의 20번째 아들인 조정(曹整)과 결혼하였다. (203년 10월)
건안 9년(204년) 1월, 조조는 황하를 건너 귀환하고 기수(淇水)의 물길을 바꿔 군량 수송로를 통하게 하는 공사를 벌이는 등 장기전에 대비하였다. 한편 원상은 원담에게 화해를 요청했지만 원담은 이를 거절하였다. 이에 원상은 심배에게 업을 지키게 하며 직접 원담을 공격하였으나, 이를 본 조조는 그대로 군사를 진군시켜 다시 기주를 공격하였다. (204년 2월)
조조는 업을 포위하고 땅굴과 토산을 만들며 공격했으나 업은 쉽게 함락되지 않았다. 조조는 조홍(曹洪)에게 계속 업을 공략하게 하고 직접 주변지역의 공략에 나서 윤해(尹楷)와 저곡(沮鵠)을 차례로 공격해 격파하였다. 그 해 5월, 조조는 장수(漳水)의 물길을 파 업을 수몰시켰고 성중의 아사자는 반이 넘었다. 원상은 심배의 위급함을 전해듣고 업을 구원하기 위해 돌아와 심복 이부(李孚)를 보내 이 소식을 알리게 하였다. 이부는 조조군의 눈을 속이고 업에 들어가 상황을 알리고, 이후 원상에게 돌아가 봉화로 서로 연락을 취하였다.
원상은 조조의 포위를 뚫기 위해 야습을 시도하였고, 심배도 성 북쪽으로 군사를 내보내 이에 호응하였으나 조조의 반격에 심배와 원상이 모두 크게 패하여 심배는 성 안으로 쫓겨가고 원상의 둔영은 조조군에게 포위되었다. 마침내 원상은 진림(陳琳)과 음기(陰夔)를 사절로 보내며 항복였지만, 조조는 이를 거절하였다. 이에 원상은 밤중에 포위를 뚫고 달아나 기산(祁山)을 지키며 재차 조조와의 결전을 준비하였으나, 부장 마연(馬延)과 장의(張顗)는 싸움이 시작되기 직전에 조조에게 투항하고 원상을 공격했으므로 원상은 모든 군사를 잃고 대장군의 인수와 절절 등의 기물까지 버려둔 채 단기로 달아났다. (204년 7월)
조조가 원상군의 투항자들로 하여금 원상의 의복과 기물 등을 업에 보이도록 하자, 성이 무너져 내렸다고 할 정도로 성 안 병사들의 사기는 크게 떨어졌다. 심배는 끝까지 성을 사수하면 곧 유주의 원희(袁熙)도 원군을 보내 올 것이고 조조군도 오래된 전투로 지쳐 있으니 이들을 물리칠 수 있다고 병사들을 독려하는 한편, 포위망을 시찰하던 조조를 기습하여 쇠뇌를 쏘아 맞추기도 하였으나 죽이지는 못하였다. 결국 조카 심영(審榮)이 배신하여 성문을 열었으므로, 업은 함락되고 심배는 처형당하였다. (204년 8월)
한편 병주목(幷州牧) 고간(高幹)은 원상에게 상황이 불리하게 돌아가는 것을 보고 자립할 마음을 품어 원상에게서 파견된 감찰관을 죽이고 독자적으로 업을 습격해 함락시키고자 하였으나, 이미 업이 조조에게 함락되었고 고간이 업성 내부에 심어둔 내응자들도 모두 철저히 주살되자 상황 파악이 빠른 고간은 그대로 태도를 바꿔 조조에게 항복하였다.